# Ahagar
Ahagar je gorovje, ki se nahaja sredi puščave Sahara v južni Alžiriji.
Visoko je 3000 m in zajema površino nad 100.000 kvadratnih kilometrov. Ob vznožju so mnoge rodovitne oaze, kjer živijo Tuaregi. Ahagar je tudi nahajališče bakra, niklja, platine in diamantov.
Gorovje je znano po stenskih poslikavah starih ljudstev. Arheologi domnevajo, da je bilo gorovje poseljeno že v paleolitiku.